# Chinesische Nationalspiele 2021/Badminton
Bei den Chinesischen Nationalspielen 2021 wurden vom 15. bis zum 27. September 2021 in Xi’an im Badminton fünf Einzel- und zwei Teamwettbewerbe ausgetragen.

## Medaillengewinner
| Disziplin    | Gold                                          | Silber                                          | Bronze                                           |
| ------------ | --------------------------------------------- | ----------------------------------------------- | ------------------------------------------------ |
| Herreneinzel | Shi Yuqi (Jiangsu)                            | Lu Guangzu (Jiangsu)                            | Sun Feixiang (Hubei)                             |
| Dameneinzel  | Chen Yufei (Zhejiang)                         | He Bingjiao (Jiangsu)                           | Wang Zhiyi (Hubei)                               |
| Herrendoppel | Zhou Haodong (Zhejiang) Wang Chang (Zhejiang) | Li Junhui (Liaoning) Liu Yuchen (Peking)        | Wang Yilu (Zhejiang) Zheng Siwei (Zhejiang)      |
| Damendoppel  | Chen Qingchen (Guangdong) Jia Yifan (Hunan)   | Du Yue (Hubei) Li Yinhui (Hubei)                | Zheng Yu (Hubei) Li Wenmei (Hubei)               |
| Mixed        | Wang Yilu (Zhejiang) Huang Dongping (Fujian)  | Zheng Siwei (Zhejiang) Huang Yaqiong (Zhejiang) | Ren Xiangyu (Guangdong) Feng Xueying (Guangdong) |
| Herrenteam   | Fujian                                        | Guangdong                                       |                                                  |
| Damenteam    | Hubei                                         | Jiangsu                                         |                                                  |